# 愛よファラウェイ/バーニング・ラヴ
「愛よファラウェイ/バーニング・ラヴ」（あいよファラウェイ/バーニング・ラヴ）は、1985年3月21日にEPIC・ソニー（現：ソニー・ミュージックレーベルズ）から発売された両A面シングル。
TBS系テレビアニメ『超獣機神ダンクーガ』の前期主題歌。A面・B面共にそれぞれのアーティストのデビュー曲となった。

## 収録曲
1. 愛よファラウェイ
  - 作詞：松井五郎、作曲：古本鉄也、編曲：戸塚修、歌：藤原理恵

『超獣機神ダンクーガ』の前期（第1話 - 第33話）オープニングテーマ。藤原のデビュー曲である。藤原はアニメ本編にも声優として出演（ローラ・サリバン役）している。
テレビサイズはBメロまでが歌詞2番、サビは最後の繰り返し部分という構成で、コーダが短くなっている。
2. バーニング・ラヴ
  - 作詞：松井五郎、作曲・歌：いけたけし、編曲：戸塚修

『ダンクーガ』の前期（第1話 - 第33話）エンディングテーマ。いけは当時既にバンド「He-Story」での活動実績があったが、歌手としては本曲でレコードデビューとなった。しかし、本曲は本来は他の男性アーティストを起用する予定だったのだが、歌い手が決まらず急遽いけが歌うこととなり、本人はそのことを聞かされて困惑したという[1]。
テレビサイズはサビが1小節短くなっているほか、イントロがまったく異なるものに変えられている。

## 収録アルバム
2曲とも『ダンクーガ』のサウンドトラックアルバム『超獣機神ダンクーガ BGMコレクションVol.1』に収録。「愛よファラウェイ」は藤原のアルバム『青春したい』にも収録されたほか、1980年代アイドルのコンピレーション・アルバムにも収録されたことがある。「バーニング・ラヴ」は、いけが自身の名義でのアルバム制作を行っていないことや、『ダンクーガ』の楽曲自体が商品化の機会に恵まれないこともあり、2014年現在『BGMコレクション』以外には収録されていない。

## カバー
- 愛よファラウェイ
  - 及川ひとみ
1985年発売のオムニバスアルバム『ベスト・ヒッツ・オブ・ザ・アニメーション』『ビデオアニメ VS テレビアニメ アニメソングベストコレクション』に収録。
  - 井上美哉子
2007年配信のオムニバスアルバム『Anime Covers Collection(アニメカバー) Vol.7 ロボットアニメ編B』に収録。
- バーニング・ラヴ
  - 獣戦機隊（『ダンクーガ』の主演声優たちによるユニット）
1986年発売のミュージックビデオ『超獣機神ダンクーガ SONG SPECIAL 獣戦機隊SONGS』に収録。後にOVA『超獣機神ダンクーガ 白熱の終章』ACT-4のエンディングに使用された。カラオケはオリジナルと同じものを使用している。これまでに商品化されたのは前述のミュージックビデオ、およびそれを復刻したDVD BOX・Blu-ray BOXのみで、音盤としては2014年現在未商品化。
  - 影山ヒロノブ
1997年発売のオムニバスアルバム『スーパーロボット大戦ボーカルコレクションROBONATION.1』に収録。